# 堀内太郎 (ファッションデザイナー)
堀内 太郎（ほりうち たろう、1982年 - ）は、日本のファッションデザイナー。

## 来歴
東京都出身。15歳でイギリスに渡英。ロンドンのキングストン大学でファンデーションコースで学んだ後に写真科を1年間専攻。その後、服飾科に進む。2003年にアントワープ王立芸術学院ファッション科に入学。2007年同校修士課程を卒業。同年欧州最大規模のInternational_Talent_Support(ITS)にてディーゼル賞を受賞し、翌年ディーゼルとのカプセルコレクションを世界13カ国の店舗で発表
2007年、三宅一生デザイン文化財団が運営する21_21DESIGN SIGHTにて2008S/S東京コレクション中に「ヨーロッパで出会った新人達」展に参加。アントワープ王立芸術学院の卒業コレクションをベースに発表を行った。この展覧会では、後に各国ファッションウィークで活動する、デムナ・ヴァザリア、ヘレナ・ルメルスキー、ミキオサカベ、リトゥンアフターワーズ、アキラナカなども参加した。
2010S/Sコレクションにて自身の名前を冠したTARO HORIUCHI(タロウ ホリウチ)デビューコレクションを発表。2012年、第30回毎日ファッション大賞新人賞・資生堂奨励賞受賞
。
2018年秋冬コレクションより、"日常における普遍性の追求"をコンセプトにメンズブランド・th products(ティー エイチ プロダクツ)をスタートする。2020年A/WコレクションをもってTARO HORIUCHI(タロウ ホリウチ)休止。2021年S/Sシーズンからは、ウィメンズも「ティー エイチ プロダクツ」に統合
し、コレクションを発表している。

## 年譜
- 2009年 TARO HORIUCHI(タロウ ホリウチ)デビュー
- 2012年 第30回毎日ファッション大賞新人賞・資生堂奨励賞受賞。ショーの音楽を蓮沼執太が手掛けた。以降th productsの音楽は蓮沼執太が手掛けている
- 2016年 無印良品「MUJILABO」デザインディレクターにN HOLLYWOODの尾花大輔と共に就任[8]
- 2018年 メンズブランドth products(ティーエイチ プロダクツ)」を始動。デビューコレクションの発売を記念したインスタレーションをリステアで開催 [9]
- 2019年 80年代からアントワープを拠点としてマルタンマルジェラやラフシモンズの最初期を支えた写真家、ロナルド・ストゥープスによる写真展「th presents Ronald Stoops Exhibition "WORK RONALD FRIENDS" 1980s-2018」を神宮前のGallery 38[10]で開催
- 2019年 JALによる新しい航空会社ZIPAIR Tokyoの制服デザインを監修[11]
- 2019年「Mame Kurogouchi(マメクロゴウチ)」を展開する株式会社黒河内デザイン事務所と共同で、縫製会社thmk（ティーエイチエムケー）を設立[12]。
- 2020年 「タロウ ホリウチ」を休止し、ティーエイチからウィメンズ展開をスタート
- 2021年　ティーエイチ プロダクツ初の直営店となる「ティーエイチ プロダクツ千駄ヶ谷」をオープン。店舗と什器デザインはダイケイ ミルズ(DAIKEI MILLS)が担当[13]
- 2022年 DESCENTE ALLTERRAINのデザイナーに就任

## コラボレーション
- 2017年 RMK 2017年秋冬コラボレーションを発表[14]
- 2018年 アントワープを代表するストリートショップ「ヴィーア（VIER）」とのコラボレーションアイテム「th x VIER ANTWERP」を発売[15]。グラフィックは東京を代表するグラフィックアーティストであるSKATE THING 氏が手がけた
- 2020年「Mame Kurogouchi(マメ クロゴウチ）」との共同経営によるコラボレーションコレクション「thmk(ティーエイチエムケー)」を発表[16]
- 2020年 帽子ブランド「KIJIMA TAKAYUKI(キジマ タカユキ)」とコラボレーション[17]
- 2021年  レザーブランド「blackmeans（ブラックミーンズ）」とコラボレーション[18]
- 2022年 アーティストの横田大輔と初のコラボレーションコレクションを製作しポップアップ開催[19]
- 2022年 「MIKIO SAKABE(ミキオサカベ）」のデザイナー坂部三樹郎が監修するフットウェアブランド「grounds(グラウンズ）」とのコラボレーションシューズを発売[20]
- 2023年 ディズニーと「ティーエイチ プロダクツ/タロウ ホリウチ」がコラボレーション[21]
- 2024年 「ARTIST WARDROBE」をスタート。堀内が注目する表現者とコラボレーションし、その仕事やそれに連なる日常に着想を得たワードローブを制作する試み。DAIKEI MILLS中村圭佑、音楽家・コンポーザー 蓮沼執太 、画家佐藤允と制作を行った。[22]

## References
1. ↑  “Taro Horiuchi interview”.   Rakuten Fashion Week TOKYO (2024年12月16日). 2024年12月10日閲覧。
2. ↑  “デビュー5年「タロウ ホリウチ」の"実験"とは？ デザイナー堀内太郎”.   Fashionsnap.com (2014年10月17日). 2024年12月10日閲覧。
3. ↑  “「ヨーロッパで出会った新人たち」展”.   TOKYO ART BEAT (2007年12月1日). 2024年12月10日閲覧。
4. ↑  “第30回毎日ファッション大賞、「kolor」阿部潤一ら受賞”.   marie claire style (2012年10月19日). 2024年12月10日閲覧。
5. ↑  “デザイナー堀内太郎が新メンズブランド「th」を始動”.   Fashionsnap.com (2018年7月9日). 2024年12月10日閲覧。
6. ↑  “堀内太郎が「タロウ ホリウチ」を休止して「th products」に集中する理由”.   Fashionsnap.com (2021年2月5日). 2024年12月10日閲覧。
7. ↑  “堀内太郎の「ティーエイチプロダクツ」がウィメンズを始動　「タロウホリウチ」は20-21年秋冬で休止”.   WWD JAPAN (2021年3月11日). 2024年12月10日閲覧。
8. ↑  “新生「MUJI Labo」堀内太郎と尾花大輔をデザインディレクターに起用”.   Fashionsnap.com (2016年11月7日). 2024年12月10日閲覧。
9. ↑  “堀内太郎の新ブランド「th」がリステアでインスタレーション開催”.   Fashionsnap.com (2018年7月25日). 2024年12月10日閲覧。
10. ↑  “堀内太郎が手掛ける「th」のイメージビジュアルを担当するロナルド・ストゥープスの写真展が神宮前で開催、アパレルの販売も”.   Fashionsnap.com (2019年1月23日). 2024年12月10日閲覧。
11. ↑  “『ZIPAIR』が機体と制服のデザインを発表”.   ZIPAIR.net (2019年4月11日). 2024年12月10日閲覧。
12. ↑  “「ティーエイチ」と「マメ クロゴウチ」によるコートは、日本の職人にオマージュを捧げた物語あるコラボレーション”.   Pen Online (2020年12月24日). 2024年12月10日閲覧。
13. ↑  “「th products sendagaya」がオープン！「ダイケイミルズ」が手掛けたコンテンポラリーな空間に潜入”.   Pen Online (2021年9月3日). 2024年12月10日閲覧。
14. ↑  “RMK17年秋冬コレクションでタロウ ホリウチとコラボ、17年8月発売”.   FASHION PRESS (2017年8月1日). 2024年12月10日閲覧。
15. ↑  “アントワープの気鋭ショップが日本ブランドとコラボレーション”.   highsnobiety.jp (2018年12月19日). 2024年12月10日閲覧。
16. ↑  “「マメ」と「TH」が初のコラボコレクション発売 共同経営する縫製工場の制服として企画”.   WWD JAPAN (2020年11月10日). 2024年12月10日閲覧。
17. ↑  “「th」が帽子ブランドのキジマ タカユキとコラボ、バケットハットが登場”.   Fashionsnap.com (2020年2月14日). 2024年12月10日閲覧。
18. ↑  “堀内太郎が手掛けるメンズブランド「th」がブラックミーンズとコラボ、バッグや小物も拡充”.   Fashionsnap.com (2019年2月22日). 2024年12月10日閲覧。
19. ↑  “堀内太郎がデザイナーを務める「ティーエイチプロダクツ」と写真家・横田大輔のコラボ第2弾　MA-1やシャツなど全9型を展開￼”.   TOKION.jp (2022年12月22日). 2024年12月10日閲覧。
20. ↑  “〈GROUNDS〉にクラシックな要素を加える」　堀内太郎×坂部三樹郎：前篇￼”.   grounds HP (2020年9月20日). 2024年12月10日閲覧。
21. ↑  “[th productsとTARO HORIUCHIからミッキーマウスをモチーフにしたディズニーコレクションがドロップ”.   mastered (2023年8月11日). 2024年12月10日閲覧。
22. ↑  “堀内太郎が3名のアーティストと制作。表現者の日常に着想を得た新しいワードローブのかたち”.   GQjapan.jp (2024年12月11日). 2024年12月15日閲覧。